# Brahim Chibout
Brahim Chibout ou Brahim Soltane Chaibout, né le 24 mars 1927 dans la région d'El Harrouch dans la wilaya de Skikda, décédé le 1er août 2015, est un ancien wali et Ministre des Moudjahidine en Algérie.

## Biographie
Il est né le 24 mars 1927 dans la région d'El Harrouch dans la wilaya de Skikda.

## Mouvement national
Il a rejoint en 1947 le Mouvement national algérien à l'âge de 20 ans.

## Révolution algérienne
Quand le FLN déclenche la guerre de délibération nationale, il intègre ses rangs où il participe aux côtés de Zighoud Youcef en occupant plusieurs postes au sein de l'Armée de Libération Nationale (ALN), Il a été ainsi promu au grade d'officier au sein de l'Armée de Libération Nationale (ALN) puis nommé responsable de région 3 dans la Wilaya II Historique.
Ce moudjahid a été le secrétaire particulier de Zighoud Youcef, et a préparé les Assauts du Constantinois le 20 août 1955 aux côtés de ce dernier.

## Après l'indépendance
À l'indépendance de l'Algérie en 1962, Brahim Soltane Chibout a occupé les fonctions de chef de daïra de Skikda, Wali de Annaba, il a notamment été élu député à l'Assemblée Populaire Nationale (APN). 
Il a également travaillé comme avocat pour une courte durée et était membre de plusieurs commissions de l'Organisation Nationale des Moudjahidine (ONM) avant d'être nommé ministre des Moudjahidine durant la période de 1991-1994.

## Ouvrage
Il a été l'auteur en 2007 d’un ouvrage sur Zighoud Youcef résumant le parcours combattant de ce dernier, publié chez Houma Éditions.
Il lui a consacré cet ouvrage sous le titre Zighoud Youcef que j'ai connu dans lequel il retrace l'épopée de ce grand héros de la révolution et chef de la Wilaya II Historique.

## Itinéraire
| N° | Fonction                                                  | Début            | Fin              |
| -- | --------------------------------------------------------- | ---------------- | ---------------- |
| 01 | Député de Skikda à l'Assemblée Populaire Nationale (APN)  |                  |                  |
| 02 | Président de l'Assemblée Populaire Nationale (APN)        |                  |                  |
| 03 | Sous-Préfet de Skikda                                     |                  | 1er janvier 1966 |
| 04 | Wali de Annaba                                            | 1966             | 18 août 1970     |
| 05 | Membre de l'Organisation Nationale des Moudjahidine (ONM) |                  |                  |
| 06 | Ministre des Moudjahidine (Gouvernement Ghozali I)        | 18 juin 1991     | 16 octobre 1991  |
| 07 | Ministre des Moudjahidine (Gouvernement Ghozali II)       | 16 octobre 1991  | 22 février 1992  |
| 08 | Ministre des Moudjahidine (Gouvernement Ghozali III)      | 22 février 1992  | 19 juillet 1992  |
| 09 | Ministre des Moudjahidine (Gouvernement Abdesslam)        | 19 juillet 1992  | 4 septembre 1993 |
| 10 | Ministre des Moudjahidine (Gouvernement Malek)            | 4 septembre 1993 | 31 janvier 1994  |
| 11 | Ministre des Moudjahidine (Gouvernement Malek)            | 31 janvier 1994  | 12 mars 1994     |
| 12 | Ministre des Moudjahidine (Gouvernement Malek)            | 12 mars 1994     | 15 avril 1994    |

## Maladie et décès
Il est décédé le matin du samedi 1er août 2015 à l'hôpital de Aïn Naâdja d'Alger à l'âge de 88 ans des suites d'une longue maladie.
La dépouille mortelle du défunt a été transférée le samedi 1er août 2015 à bord d'un avion privé depuis l'aéroport international d'Alger "Houari Boumediene" vers celui d'Annaba puis vers la ville de Skikda.
Il a été inhumé dans la matinée du dimanche 2 août 2015 au cimetière d'El Koubia à Skikda.